# Albert Liénard
Pour les articles homonymes, voir Liénard.
Albert G.V. Liénard O.M.W., né à Quaregnon le 9 janvier 1938 et mort le 31 mars 2011 à Quaregnon, est un homme politique belge, membre du cdH.
Albert Liénard a été professeur et a été élu conseiller communal (à partir de 1970) à Eugies, puis à Frameries. Député de 1979 à 1995 et député wallon de 1995 à 2004 pour l'arrondissement électoral de Mons, il fut aussi plusieurs fois ministre de 1985 à 1995 au sein du Gouvernement wallon.
Il est le père de la cinéaste Bénédicte Liénard.
Ses funérailles religieuses furent célébrées en l'église Saint-Rémy d'Eugies devant une foule nombreuse avec différentes interventions dont celle de la Ministre Joëlle MILQUET. Il fut ensuite inhumé au cimetière d'Eugies.

## Carrière politique
- Ministre du Développement territorial, de la Ruralité et de l'Eau de 1985 à 1988
- Ministre du Développement territorial, des Nouvelles technologies et des Relations extérieures de 1988 à 1992
- Ministre du Développement technologique et de l'Emploi de 1992 à 1995

Cet ancien enseignant était entré au P.S.C. en 1970. Plusieurs fois ministre au Gouvernement wallon, et notamment à l’Emploi, il avait bâti sa carrière politique dans son fief d’Eugies avant que la fusion des communes  ne l’associe à la très rouge commune de Frameries.
Il manqua de peu le maïorat en 1994 quand il emporta une victoire historique dont il ne put bénéficier à la suite du choix tactique d’un de ses concurrents.
Il est l’un des pères du PASS, le Parc d’Aventures Scientifiques de Frameries, il avait en effet compris que la reconversion d’une région industrielle devait passer dans ce type de modèles technologiques.

## Distinctions
Officier du Mérite wallon (O.M.W.) 2012